# Ballota
- Commons
- Wikispecies

Ballota L. é um gênero botânico da família Lamiaceae , nativo das regiões temperadas da Europa, norte da África e Ásia ocidental. Na região do Mediterrâneo é onde ocorre a maior diversidade de espécies.

## Espécies
- Ballota acetabulosa
- Ballota acuta
- Ballota africana
- Ballota alba
- Ballota ampliata
- Ballota andreuzziana
- Ballota antilibanotica
- Ballota arabica
- Ballota aristata
- Ballota armena
- Ballota arthuri
- Ballota aucheri
- Ballota borealis
- Ballota bracteosa
- Ballota bullata
- Ballota cinerea
- Ballota cristata
- Ballota damascena
- Ballota deserti
- Ballota dictamnifolia
- Ballota disticha
- Ballota forskahlei
- Ballota foetida
- Ballota frutescens
- Ballota fruticosa
- Ballota glabriflora
- Ballota glandulifera
- Ballota glandulosissima
- Ballota grisea
- Ballota hildebrandtii
- Ballota hirsuta
- Ballota hirta
- Ballota hispanica
- Ballota inaequidens
- Ballota integrifolia
- Ballota italica
- Ballota kaiseri
- Ballota labillardieri
- Ballota lanata
- Ballota larendana
- Ballota latibracteolata
- Ballota limbata
- Ballota longicalyx
- Ballota luteola
- Ballota macedonica
- Ballota macrodonta
- Ballota mauritanica
- Ballota mauritiana
- Ballota microphylla
- Ballota mollissima
- Ballota nigra
- Ballota obliqua
- Ballota orbicularis
- Ballota orientalis
- Ballota parviflora
- Ballota persica
- Ballota philistaea
- Ballota pilosa
- Ballota platyloma
- Ballota pseudodictamnus
- Ballota rotundifolia
- Ballota royleoides
- Ballota rubra
- Ballota ruderalis
- Ballota rugosa
- Ballota rupestris
- Ballota russeliana
- Ballota sagittata
- Ballota saxatilis
- Ballota schimperi
- Ballota sechmenii
- Ballota semanica
- Ballota sepium
- Ballota sicula
- Ballota silvestris
- Ballota simonii
- Ballota somala
- Ballota sordida
- Ballota spinosa
- Ballota stachydiformis
- Ballota suaveolens
- Ballota submitis
- Ballota tournefortii
- Ballota undulata
- Ballota urticaefolia
- Ballota velerea
- Ballota velutina
- Ballota verticillata
- Ballota vulgaris
- Ballota wettsteinii
- Ballota Hybriden
- «Lista completa»

## Classificação do gênero
| Sistema | Classificação                        | Referência               |
| ------- | ------------------------------------ | ------------------------ |
| Linné   | Classe Didynamia, ordem Gymnospermia | Species plantarum (1753) |